# Stortingsvalget 1906
Stortingsvalget 1906 i Norge blev afholdt i perioden fra 5. august til 22. september 1906. I forbindelse med valget blev en ny valgordning med direkte valg i enmandskredse taget i brug for første gang. Tidligere var valgende indirekte med valg af valgmænd som i sin tid valgte repræsentanter. Valgordningen indebar også at hvis ingen af kandidaterne i kredsen fik absolut flertal blev det holdt en ny valgomgang hvor den som havde størst flertal ville blive valgt. Antallet af repræsentanter i parlamentet var også blevet udvidet til 123, fra tidligere 117.
Selv om Venstre blev valgets klare vindere var Christian Michelsens regering fra unionsopløsningen så stærk at man ikke valgte at fælde dem. Udenrigsminister Jørgen Løvland blev statsminister efter at Michelsen trak sig et år efter valget. Regeringen måtte til sidst give efter for Venstre i 1908, da Gunnar Knudsen dannet en mindretalsregering bestående af Venstre med støtte fra Arbeiderdemokratene.

## Resultat
| Parti               | Procent af stemmerne (%) | Ændring i forhold til 1903 | Mandat | Ændring i forhold til 1903 |
| ------------------- | ------------------------ | -------------------------- | ------ | -------------------------- |
| Venstre             | 47,9                     | +5,2                       | 72     | +24                        |
| Samlingspartiet     | 30,7                     | -14,1                      | 37     | -22                        |
| Arbeiderpartiet     | 15,9                     | +6,2                       | 10     | +5                         |
| Arbeiderdemokratene | 4,7                      | +1,9                       | 4      | +2                         |
| Andre               | 0,8                      | +0,8                       | 0      | 0                          |
| Total               | 100                      | 0                          | 123    | 0                          |

| Valg | Spire Denne valgsartikel er en spire som bør udbygges. Du er velkommen til at hjælpe Wikipedia ved at udvide den. |